# Franco Tancredi
Franco Tancredi (ur. 10 stycznia 1955 w Giulianovie) – piłkarz włoski grający na pozycji bramkarza.

## Kariera klubowa
Tancredi wychował się w klubie Giulianova Calcio pochodzącym z jego rodzinnego miasta. W latach 1972–1974 występował w Serie C, ale wówczas ściągnięto go do AC Milan. Jednak na skutek przegrania rywalizacji z Enriciem Albertosim był tylko rezerwowym nie zdołał zadebiutować w ligowym meczu. W 1976 roku odszedł do Rimini Calcio FC, gdzie stał się czołowym bramkarzem Serie B i pobyt w drugiej lidze trwał tylko rok.
Latem 1977 Tancredi przeszedł do AS Roma. Do zespołu ściągnął go szwedzki szkoleniowiec Nils Liedholm. W pierwszej lidze zadebiutował jednak dopiero w sezonie 1978/1979 pierwotnie będąc rezerwowym dla Paola Contiego. Fakt ten miał miejsce 28 stycznia 1979, a Roma pokonała 2:0 zespół Hellas Werona. W sezonie 1979/1980 trenerem znów został Liedholm, ale Tancredi grał już w większej liczbie meczów, a rywalizację z Contim wygrał głównie dzięki finałowi Pucharu Włoch, w którym Roma zwyciężyła Torino Calcio po serii rzutów karnych. W sezonie 1980/1981 był już pierwszym bramkarzem „giallo-rossich”. Został wicemistrzem kraju, wystąpił w rozgrywkach Pucharu Zdobywców Pucharów i po raz drugi z rzędu zdobył krajowy puchar. W 1982 roku zajął 3. miejsce w lidze, ale rok później był jednym z głównych autorów pierwszego od 1942 roku mistrzostwa Włoch. W sezonie 1983/1984 Tancredi osiągnął kolejne sukcesy. Po raz drugi został wicemistrzem kraju, po raz trzeci zdobywcą Coppa Italia oraz dotarł z Romą do finału Pucharu Mistrzów. Wystąpił w finale z Liverpoolem (1:1), ale nie zapobiegł porażce w rzutach karnych nie broniąc żadnego strzału rywali. W 1986 roku z drużyną prowadzoną przez Svena-Görana Erikssona zdobył kolejny w karierze krajowy puchar oraz wicemistrzostwo Włoch. W 1987 roku został trafiony przez kibiców Milanu petardą, stracił przytomność, ale przeżył. W kolejnych latach nie osiągał już sukcesów, a w sezonie 1989/1990 przegrał rywalizację z młodszym o 7 lat Giovannim Cervone. Po sezonie odszedł do Torino Calcio, gdzie nie miał miejsca w składzie i ostatecznie latem 1991 zakończył piłkarską karierę w wieku 36 lat.
| Sezon   | Klub              | Kraj   | Rozgrywki         | Mecze | Bramki |
| ------- | ----------------- | ------ | ----------------- | ----- | ------ |
| 1972/73 | Giulianova Calcio | Włochy | Serie C           | 8     | –      |
| 1973/74 | Giulianova Calcio | Włochy | Serie C           | 37    | –      |
| 1974/75 | AC Milan          | Włochy | Serie A           | 0     | 0      |
| 1975/76 | AC Milan          | Włochy | Serie A           | 0     | 0      |
| 1976/77 | Rimini Calcio FC  | Włochy | Serie B           | 28    | 0      |
| 1977/78 | AS Roma           | Włochy | Serie A           | 0     | 0      |
| 1978/79 | AS Roma           | Włochy | Serie A           | 1     | 0      |
| 1979/80 | AS Roma           | Włochy | Serie A           | 18    | 0      |
| 1980/81 | AS Roma           | Włochy | Serie A           | 30    | 0      |
| 1981/82 | AS Roma           | Włochy | Serie A           | 30    | 0      |
| 1982/83 | AS Roma           | Włochy | Serie A           | 30    | 0      |
| 1983/84 | AS Roma           | Włochy | Serie A           | 30    | 0      |
| 1984/85 | AS Roma           | Włochy | Serie A           | 30    | 0      |
| 1985/86 | AS Roma           | Włochy | Serie A           | 30    | 0      |
| 1986/87 | AS Roma           | Włochy | Serie A           | 30    | 0      |
| 1987/88 | AS Roma           | Włochy | Serie A           | 30    | 0      |
| 1988/89 | AS Roma           | Włochy | Serie A           | 22    | 0      |
| 1989/90 | AS Roma           | Włochy | Serie A           | 7     | 0      |
| 1990/91 | Torino Calcio     | Włochy | Serie A           | 6     | 0      |
|         |                   |        | Łącznie w Serie A | 294   | 0      |

## Kariera reprezentacyjna
W reprezentacji Włoch Tancredi zadebiutował 26 września 1984 w wygranym 1:0 towarzyskim meczu ze Szwecją, rozegranym na San Siro w Mediolanie. W tym samym roku był członkiem kadry włoskiej na Olimpiadzie w Los Angeles, z którą zajął 4. miejsce. W 1986 roku selekcjoner Enzo Bearzot powołał go na Mistrzostwa Świata w Meksyku. Tancredi cały turniej przesiedział na ławce rezerwowych, a pierwszym bramkarzem był wówczas Giovanni Galli. W kadrze Włoch rozegrał łącznie 12 meczów.

## Po zakończeniu kariery
Po skończeniu kariery Tancredi został trenerem bramkarzy w Romie do 2004 roku. Wtedy wraz z Fabiem Capello przeniósł się Juventusu, a w sezonie 2006/2007 wraz z tym szkoleniowcem pracował w Realu Madryt.